# Zo fly (Met je naar de club)
Zo fly (Met je naar de club) is een lied van de Nederlandse rapper Bizzey. Het werd in 2022 als single uitgebracht en stond in 2023 als vierde track op het album Four juno.

## Achtergrond
Zo fly (Met je naar de club) is geschreven door Francisco Javier Butista Jr., Nathan Perez en Ronald Bryant en geproduceerd door Barttelini, Rafael Devante, DK2 en Bizzey. Het is een lied uit het genre nederhop. In het lied rapt en zingt de artiest over een vrouw waar hij graag mee wil zijn en met wie haar naar de club wil gaan. Het lied bevat een sample van Suga Suga van Baby Bash en Frankie J uit 2003. Het is de eerste single die de artiest uitbrengt nadat hij zijn label Noah's Ark had verlaten en singles onder eigen beheer ging uitbrengen.

## Hitnoteringen
De rapper had succes met het lied in de hitlijsten van Nederland. Het piekte op de 65e plaats van de Single Top 100 en stond twee weken in deze lijst. De Nederlandse Top 40 werd niet bereikt; hier kwam het tot de 22e plaats van de Tipparade.